# Fraccionamiento Blumenau
Fraccionamiento Blumenau är en ort i Mexiko.   Den ligger i kommunen Cuauhtémoc och delstaten Chihuahua, i den nordvästra delen av landet, 1 300 km nordväst om huvudstaden Mexico City. Fraccionamiento Blumenau ligger 2 032 meter över havet och antalet invånare är 261.
Terrängen runt Fraccionamiento Blumenau är huvudsakligen platt, men västerut är den kuperad. Runt Fraccionamiento Blumenau är det ganska glesbefolkat, med 43 invånare per kvadratkilometer. Närmaste större samhälle är Cuauhtémoc, 11,4 km sydost om Fraccionamiento Blumenau. Trakten runt Fraccionamiento Blumenau består till största delen av jordbruksmark.